# Paul Belloni Du Chaillu

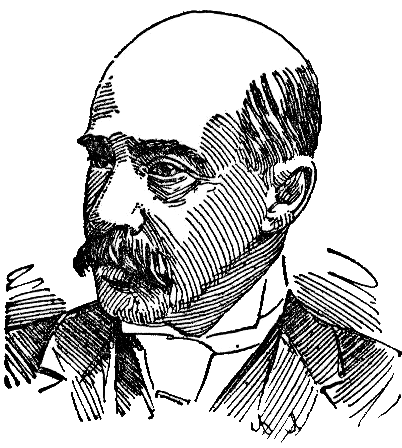
Paul Du Chaillu

Paul Belloni Du Chaillu (* 31. Juli 1835 in Paris; † 29. April 1903 in Sankt Petersburg) war ein französischer Anthropologe und Afrikaforscher.

## Leben
Du Chaillu war der Sohn eines Pariser Kaufmanns, der an der Mündung des Gabun in Westafrika Handel trieb. Der Sohn wurde zeitweise von Missionaren erzogen und eignete sich schnell Kenntnisse von Land und Leuten jener Gegenden, die Sprache der Mpongwe und naturgeschichtliche Grundlagen an. Er unternahm bereits 1851 Reisen landeinwärts in der Nähe des Gabun und ging dann 1855 nach Nordamerika.
Du Chaillu erhielt von der Academy of Natural Sciences in Philadelphia den Auftrag, seine botanischen und zoologischen Untersuchungen tiefer in das Innere von Afrika auszudehnen. Während seiner vierjährigen Wanderungen gelang es ihm, den Ogowe an seinem Unterlauf zu erforschen und eine wertvolle naturhistorische Ausbeute zu gewinnen, darunter auch einige Gorillas, die er wahrscheinlich als erster Europäer zu Gesicht bekam. Sein Reisebericht Explorations and adventures in Equatorial Africa (London 1861, deutsch Berlin 1862) erregte außerordentliches Aufsehen. Da die Wahrhaftigkeit seiner Berichte aber zunächst angefochten wurde, insbesondere von George Robert Gray und Heinrich Barth, unternahm er 1863 eine zweite Expedition.

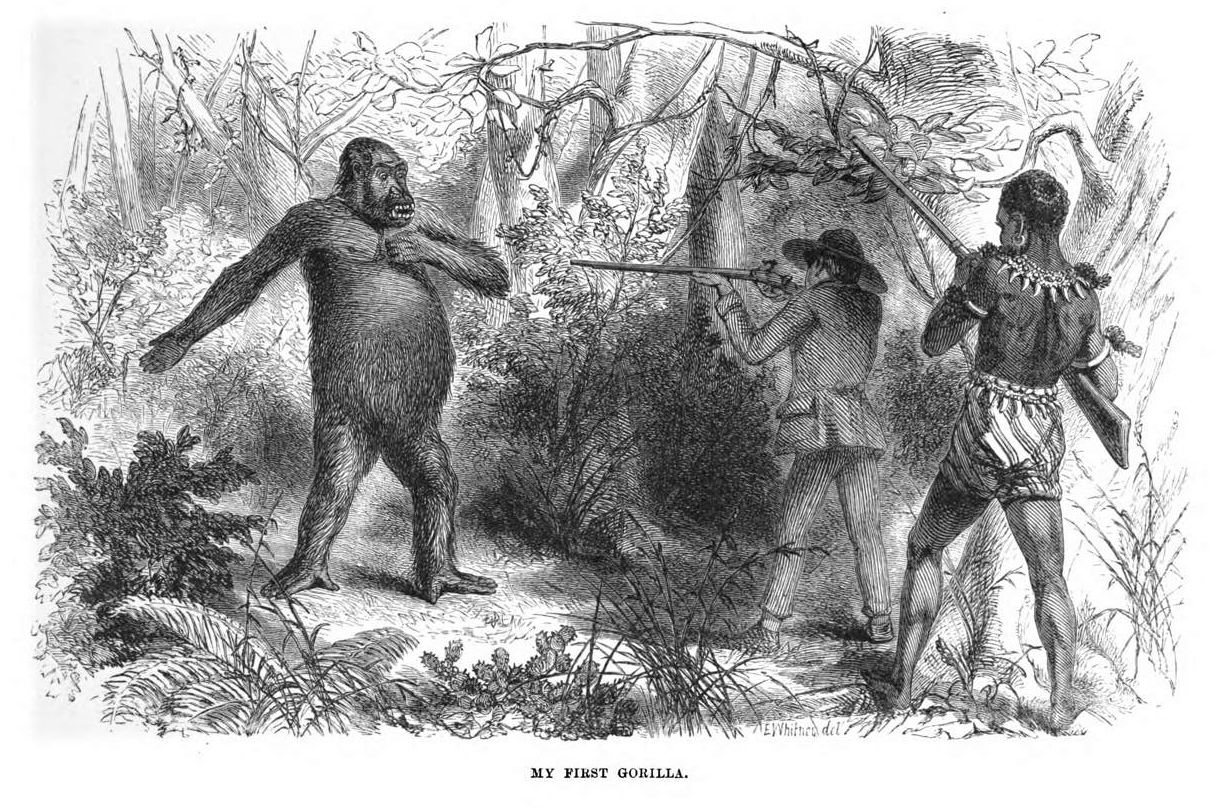
Du Chaillu trifft auf einen Gorilla

Infolge des Verlusts seiner astronomischen Instrumente an der Mündung des Fernand-Vaz wurde er ein ganzes Jahr lang aufgehalten und trat seine Reise ins Innere erst im Oktober 1864 an. Dabei besuchte er die Wasserfälle des in den Ogowe mündenden Ngunie und gelangte dann ostwärts durch endlose Wälder zu den Aschango (Abongo) bis jenseits des 12. Längengrads östliche von Greenwich. Hier traf er auf die seinerzeit sagenhaften Pygmäen. 1865 wurde er durch den Ausbruch einer Epidemie zur Rückkehr gezwungen. Während dieser Reise stellte Du Chaillu eine Reihe wertvoller Bestimmungen von Orten und Höhen an. Er berichtete über seine zweite Reise in dem Werk A journey to Ashango-Land and further penetration into Equatorial Africa (London 1867).
Die Jahre 1871 bis 1878 verbrachte er in Schweden, Lappland und Nordfinnland und berichtete darüber im Land of the long night (London 1900) und in The land of the midnight sun (2 Bände, London 1900), bei dem er die Fotografien der schwedischen Fotografin Lotten von Düben verwendete.

## Dedikationsnamen
John Cassin ehrte ihn 1855 im Namen des Gelbfleck-Bartvogels (Buccanodon duchaillui).

## Werke
- Explorations and Adventures in Equatorial Africa. J. Murray, London 1861 online (deutsch Berlin 1862)
- A journey to Ashango-Land and further penetration into Equatorial Africa. John Murray, London 1867 online
- My Apingi kingdom : with life in the great Sahara. London 1870
- The country of the dwarfs. London 1872
- World of the great forest. London 1902

## Rezeption
- Der amerikanische Zeichner und Grafiker Walton Ford schildert in einem seiner großformatigen Werke aus dem Jahre 2009 (An Encounter with Du Chaillu) die Begegnung eines Gorillas mit dem Forscher.